# Comunitatea Economică a Statelor din Africa Centrală
Comunitatea Economică a Statelor din Africa Centrală (abreviat ECCAS; în franceză Communauté Économique des États de l'Afrique Centrale, abreviat CEEAC; în spaniolă Comunidad Económica de los Estados de África Central, abreviat CEEAC; în portugheză Comunidade Económica dos Estados da África Central, abreviat CEEAC) este o Comunitate Economică a Uniunii Africane pentru promovarea cooperării economice regionale în Africa Centrală. Ea „țintește să obțină autonomie colectivă, să ridice nivelul de trai al populațiilor sale și să mențină stabilitatea economică printr-o cooperare armonioasă”.